# The Art Of Breaking
The Art Of Breaking е третият студиен албум от канадската рок група Thousand Foot Krutch. Групата се отклонява дори по-далеч от рап-рока, характерен за последните им албуми, като рап сегментите са почти изцяло пропуснати в полза на по-мейнстрийм рок звучене и елементи на традиционен хевиметъл. Сингълът „Move“ получава умерен успех, достигайки номер 16 в класациите на Билборд за мейнстрийм рок в началото на 2006 г.

## Списък на песните
1. Absolute 3:19
2. Slow Bleed 3:14
3. The Art Of Breaking 3:19
4. Stranger 3:48
5. Hurt 4:44
6. Hand Grenade 4:13
7. Move 3:26
8. Hit The Floor 3:48
9. GO 3:46
10. Make Me A Believer 2:49
11. Breathe You In 4:19

## Сингли
- Absolute
- The Art Of Breaking
- Breathe You In
- Move